# Partido Nacional de los Trabajadores
Partido Nacional de los Trabajadores (PNT) és un petit partit polític espanyol d'extrema dreta fundat en 1993 i dirigit per Miguel Murcia. La política del PNT es basa en l'enduriment de les penes per als delinqüents, la pena de mort per als terroristes, l'oposició a rebre més immigració, la defensa de la unitat d'Espanya, l'oposició al matrimoni entre persones del mateix sexe i l'oposició al gran capital. En l'any 2000 va participar en la Plataforma España 2000. El PNT es va presentar a les eleccions generals espanyoles de 2004 en la regió de Múrcia i va tenir 379 vots (0,05%).